# Regadrella peru
Regadrella peru är en svampdjursart som beskrevs av Konstantin R. Tabachnick 1990. Regadrella peru ingår i släktet Regadrella och familjen Euplectellidae.
Artens utbredningsområde är havet utanför Chile. Inga underarter finns listade i Catalogue of Life.